# Чемпионат Европы по шорт-треку 2007
11-й чемпионат Европы по шорт-треку проходил с 19 по 21 января 2007 года в Шеффилде (Великобритания).

## Призёры чемпионата

### Медальная таблица
*   Принимающая страна (Великобритания)
| Место          | Страна         | Золото | Серебро | Бронза | Всего |
| -------------- | -------------- | ------ | ------- | ------ | ----- |
| 1              | Италия         | 3      | 4       | 4      | 11    |
| 2              | Болгария       | 3      | 1       | 0      | 4     |
| 3              | Франция        | 2      | 1       | 1      | 4     |
| 4              | Германия       | 2      | 0       | 0      | 2     |
| 5              | Венгрия        | 0      | 2       | 1      | 3     |
| 6              | Великобритания | 0      | 1       | 1      | 2     |
| 7              | Бельгия        | 0      | 1       | 0      | 1     |
| 8              | Нидерланды     | 0      | 0       | 2      | 2     |
| 9              | Россия         | 0      | 0       | 1      | 1     |
| Всего стран: 9 | Всего стран: 9 | 10     | 10      | 10     | 30    |

Медали за дистанцию 3000 метров не вручаются.

### Мужчины
| Дистанция            | Золото                                                                  | Золото    | Серебро                                                                    | Серебро   | Бронза                                                         | Бронза    |
| -------------------- | ----------------------------------------------------------------------- | --------- | -------------------------------------------------------------------------- | --------- | -------------------------------------------------------------- | --------- |
| 500 метров           | Тибо Фоконне                                                            | 42.864    | Никола Родигари                                                            | 42.910    | Габор Галамбош                                                 | 42.946    |
| 1000 метров          | Никола Родигари                                                         | 1:27.518  | Юрий Конфортола                                                            | 1:27.524  | Денис Беллотти                                                 | 1:27.584  |
| 1500 метров          | Никола Родигари                                                         | 2:17.297  | Виктор Кнох                                                                | 2:17.377  | Керстхолт, Нилс                                                | 2:17.427  |
| 3000 метров          | Питер Гизель                                                            | 4:50.819  | Юрий Конфортола                                                            | 4:50.831  | Никола Родигари                                                | 4:51.073  |
| 5000 метров эстафета | Германия · Роберт Беккер · Себастьян Праус · Пауль Херрман · Тайсон Хён | 7:03.185  | Венгрия · Виктор Кнох · Габор Галамбош · Петер Даразс · Мартон Эндре Тамус | 7:05.326  | Великобритания · Пол Уорт · Том Айвсон · Джон Или · Пол Стэнли | 7:09.812  |
| Общая квалификация   | Никола Родигари                                                         | 102 очка. | Питер Гизель                                                               | 50 очков. | Юрий Конфортола                                                | 47 очков. |

### Женщины
| Дистанция            | Золото                                                                   | Золото    | Серебро                                                                             | Серебро   | Бронза                                                                   | Бронза    |
| -------------------- | ------------------------------------------------------------------------ | --------- | ----------------------------------------------------------------------------------- | --------- | ------------------------------------------------------------------------ | --------- |
| 500 метров           | Евгения Раданова                                                         | 44.595    | Сара Линдсей                                                                        | 45.562    | Екатерина Белова                                                         | 44.713    |
| 1000 метров          | Евгения Раданова                                                         | 1:33.235  | Марина Георгиева-Николова                                                           | 1:33.360  | Стефани Бувье                                                            | 1:34.026  |
| 1500 метров          | Стефани Бувье                                                            | 2:28.915  | Катя Дзини                                                                          | 2:28.962  | Арианна Фонтана                                                          | 2:28.977  |
| 3000 метров          | Евгения Раданова                                                         | 5:26.155  | Стефани Бувье                                                                       | 5:26.505  | Катя Дзини                                                               | 5:27.294  |
| 3000 метров эстафета | Германия · Сюзанна Рудольф · Кристин Прибст · Тина Грассов · Юлия Ридель | 4:26.940  | Италия · Марта Капурсо · Арианна Фонтана · Катя Дзини · Мара Дзини · Чечилия Маффеи | 4:37.427  | Нидерланды · Йорин тер Морс · Аннита ван Дорн · Майке Вос · Эллен Вигерс | 4:40.141  |
| Общая квалификация   | Евгения Раданова                                                         | 102 очка. | Стефани Бувье                                                                       | 68 очков. | Катя Дзини                                                               | 39 очков. |